# Basia A'Hern
Basia A'Hern (Bristol, Inglaterra, 7 de diciembre de 1989) es una actriz australiana de televisión, cine y teatro.

## Biografía
Basia nació en Bristol, Inglaterra, Reino Unido, durante un viaje que sus padres estaban realizando allí, pero su nacionalidad es australiana. Desde el 2001 ha estado estudiando actuación en la prestigiosa Keane Kids Studios.
Basia mantiene una buena amistad con sus compañeras de la serie The Sleepover Club, Caitlin Stasey y Eliza Taylor.

## Carrera
En el teatro, Basia representó el papel de la niña Cossette en la etapa de Sídney de la gira australasiática de "Los Miserables", que duró de 1997 a 1999. 
Basia A'Hern hizo su debut en la pantalla en 2001, interpretando a Cyntrina de la famosa serie Farscape, en el episodio "Different Destinations". En 2002 interpretó a Kate King en la serie australiana Don't Blame The Koalas, también conocida como Don't Blame Me y en español No culpes al koala.
Su debut en el cine lo hizo en 2002 con la película The Pact, donde interpretó a Brittany Jackson.
Al año siguiente en 2003 interpretó a Lyndsay "Lyndz" Collins en 20 capítulos de la serie de televisión australiana, The Sleepover Club.
En 2004 se unió a la exitosa serie australiana Mcleod's Daughters donde interpretó a Rose Hall-Smith, la hija de Stieve, hasta 2007, entre 2008 y 2009 apareció como actriz invitada. En 2008 se unió a la serie Out of the Blue donde interpretó a la valiente hija de Brian, Lucia Jones.

## Filmografía

### Series de televisión
| Año       | Título                 | Personaje               | Notas        |
| --------- | ---------------------- | ----------------------- | ------------ |
| 2001      | Farscape               | Cyntrina                | 1 episodio   |
| 2001      | Flat Chat              | Basia                   | 1 episodio   |
| 2002      | Don't Blame The Koalas | Kate King               | 26 episodios |
| 2003      | The Sleepover Club     | Lydnsey "Lyndz" Collins | 26 episodios |
| 2004-2009 | Mcleod's Daughters     | Rose Hall-Smith         | 13 episodios |
| 2008      | Double Trouble         | Sasha                   | 13 episodios |
| 2008      | Out of the Blue        | Lucia Jones             | 54 episodios |

### Películas
| Año  | Título                       | Personaje        | Notas        |
| ---- | ---------------------------- | ---------------- | ------------ |
| 2000 | Super Glue and Angel's Wings | Viola            | Secundario   |
| 2002 | Disappearance                | Kate Henley      | Protagonista |
| 2002 | The Pact                     | Brittany Vickson | Protagonista |
| 2002 | Planet of the Apes           | Chica            | Secundario   |
| 2008 | Bitter & Twisted             | Lisa Lombard     | Protagonista |
| 2010 | Good As New                  | Lily             | Cortometraje |

### Teatro
| Año       | Obra           | Personaje      | Teatro        |
| --------- | -------------- | -------------- | ------------- |
| 1997-1998 | Los miserables | Cosette (niña) | Royal Theatre |